# مجموعة المقاتلات رقم 495
مجموعة المقاتلات رقم 495 (بالإنجليزية: 495th Fighter Group) هي وحدة نشطة ضمن القوات الجوية الأمريكية، وتتبع قيادة القتال الجوي (Air Combat Command)، وتتمركز في قاعدة شو الجوية بولاية كارولاينا الجنوبية. تنتشر وحداتها في عدة قواعد تابعة للقوات الجوية النظامية والاحتياطية والحرس الوطني الجوي في أنحاء مختلفة من الولايات المتحدة.

## التاريخ
تأسست المجموعة في الأصل خلال الحرب العالمية الثانية عام 1943، حيث اضطلعت بدور تدريبي مهم على الطائرات المقاتلة. بعد فترة من عدم النشاط، أُعيد تفعيل المجموعة في 8 مارس 2013 ضمن هيكل "الوحدة الفاعلة المرتبطة" (Active Associate Unit)، لدعم وتكامل الوحدات الاحتياطية في مهام القتال الجوي.

## المهمة
تتمثل مهمة المجموعة في توفير دعم تشغيلي وتدريبي متكامل للوحدات المقاتلة التابعة للحرس الوطني الجوي والقوة الجوية الاحتياطية، ما يعزز جاهزية الطيارين والطواقم على مدار الساعة. وتعمل المجموعة في تنسيق مستمر مع عدة قواعد جوية تشمل طائرات من طراز F-16 وF-22 وF-35.

## الانتشار والوحدات الفرعية
بالإضافة إلى مقرها الرئيسي في قاعدة شو الجوية، تنتشر أسراب المجموعة في قواعد متعددة داخل الولايات المتحدة، ضمن استراتيجية دعم تكاملي تهدف إلى تعظيم الكفاءة التشغيلية عبر وحدات الحرس والاحتياط.

## شعار المجموعة
يتضمن شعار المجموعة صقرًا مجنحًا فوق درع ثلاثي الألوان، يُمثّل القوة والمرونة والتكامل بين مكونات القوات الجوية.